# Hagnéville-et-Roncourt
Hagnéville-et-Roncourt – miejscowość i gmina we Francji, w regionie Grand Est, w departamencie Wogezy.
Według danych na rok 1990 gminę zamieszkiwały 104 osoby, a gęstość zaludnienia wynosiła 12 osób/km² (wśród 2335 gmin Lotaryngii Hagnéville-et-Roncourt plasuje się na 941. miejscu pod względem liczby ludności, natomiast pod względem powierzchni na miejscu 694.).